# Pouso forçado

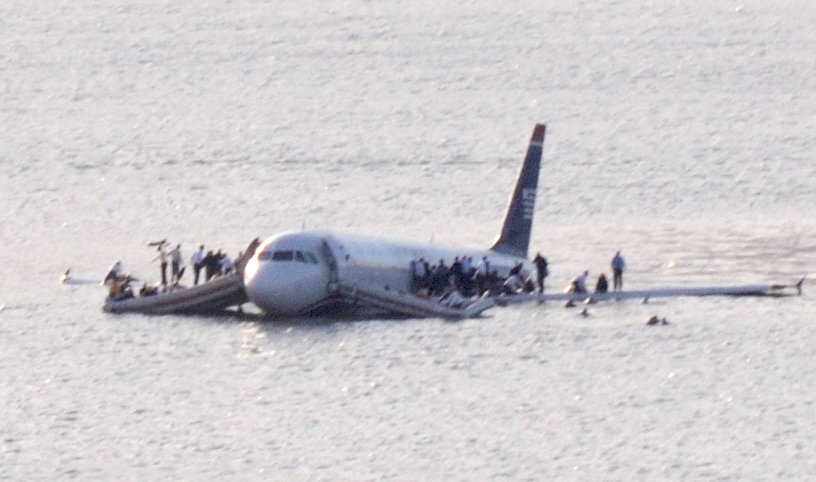
Voo US Airways 1549 pousando nas águas do rio Hudson

Um pouso forçado é a aterrissagem de uma aeronave feita sob fatores fora do controle do piloto, como falha dos motores, sistemas, componentes ou condições meteorológicas, que torna impossível a continuação de voo. O termo também significa que um pouso que foi forçado por interceptação.

## Descrição
Um avião pode ser obrigado a aterrissar através do uso de leis e regras militares, se ele se desvia do curso em território estrangeiro hostil. O procedimento habitual consiste na abordagem por meio de aviões militares voando abaixo e a esquerda, onde seu avião é facilmente visível do assento esquerdo, onde geralmente senta-se o capitão, que através de sinalização e contato via rádio, informa a situação.
Autoridades mundiais de direito internacional regulariza o tratamento de se abordar aeronave:
- ... aeronaves que não conseguem se identificar, e entram no espaço aéreo sem permissão necessária, negar a seguir uma rota prescrita, e dirigir-se para uma zona proibida, ou viola uma proibição de voo pode, por estrita observância das normas pertinentes e procedimentos, como última medida, serem interceptadas, identificadas, escoltadas para a rota adequada ou fora do espaço aéreo proibido, ou forçado a aterrissar por solicitações de aviões militares do Estado territorial.[2]